# Homoneura hirtitibia
Homoneura hirtitibia är en tvåvingeart som beskrevs av Malloch 1929. Homoneura hirtitibia ingår i släktet Homoneura och familjen lövflugor. Inga underarter finns listade i Catalogue of Life.